# ZOOV-COOL
ZOOV-COOL, hrvatski ansambl komorne glazbe. Članovi su Petromila Jakas (violina), Mia Grubišić (violončelo), Yaroslav Sadovyy (klarinet) i Sanja Vrsalović (klavir).
Osnovan je 2016. godine.
Nadahnuće za program ZOOV-COOLA je projekt uglednih hrvatskih interpreta Milka Pravdića, Volodje Balžalorskog, Andreja Petrača i Tomaža Petrača ostvaren ratne 1991. godine, kad su praizvedena djela nekih od nositelja hrvatske suvremene glazbe: Klobučara, Paraća, Ruždjaka i Brkanovića na koncertu  Za kontinuitet hrvatskog glazbenog stvaralaštva te je izveden Kvartet za kraj vremena Oliviera Messiaena, stožerno djelo glazbe 20. stoljeća. To djelo skladano u zarobljeničkom logoru bilo je poticaj za skladanje novih skladbi na programu ovog koncerta, jer se slagao s mjestom i vremenom svog nastanka i ondašnjom hrvatskom ratnom stvarnošću.

## Vanjske poveznice
- Facebook

- Studentski.hr Ansambl ZOOV – COOL premijerno u Splitu predstavlja „Ratne kvartete“